# La Puebla de Castro
La Puebla de Castro ist eine spanische Gemeinde in der Provinz Huesca der Autonomen Gemeinschaft Aragonien. Sie liegt im äußerten Südwesten der Comarca Ribagorza westlich des Stausees Embalse de Joaquín Costa, der den Unterlauf des Río Ésera staut.

## Bevölkerungsentwicklung
| 1991 | 1996 | 2001 | 2004 |
| ---- | ---- | ---- | ---- |
| 298  | 306  | 321  | 372  |

## Sehenswürdigkeiten
- Ausgrabungen der Römerstadt Labitolosa auf dem Cerro Calvario
- Einsiedelei San Román

## Einzelnachweise

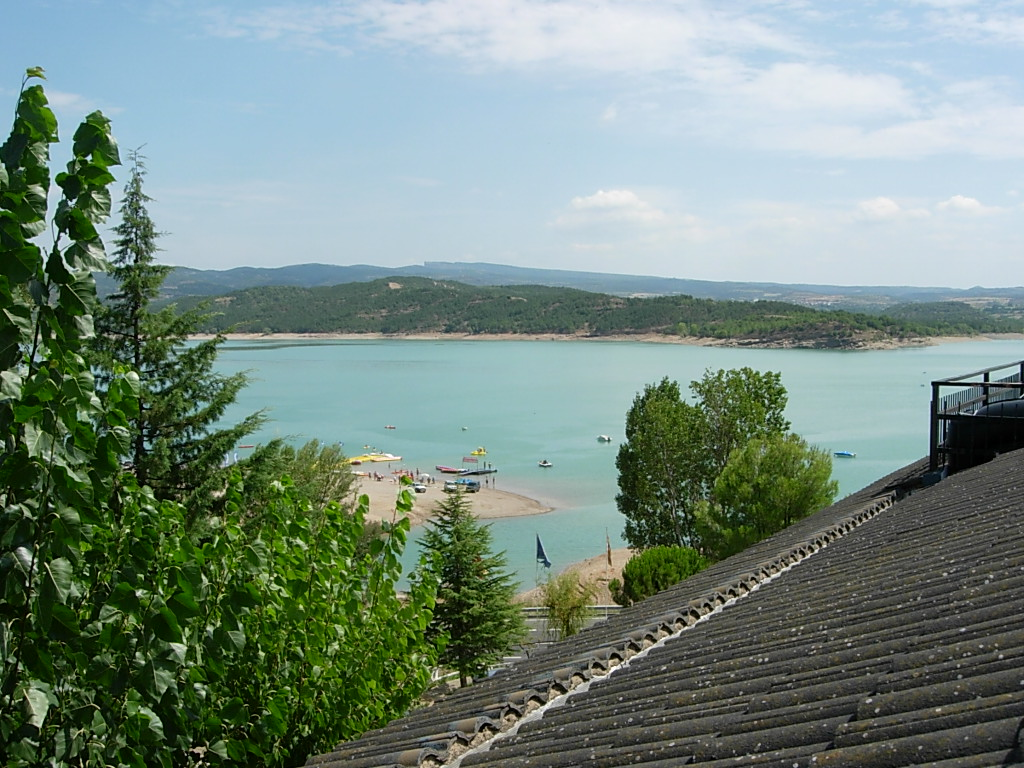
Der Stausee Embalse de Joaquín Costa